# Voivodato de Zielona Góra
El voivodato de Zielona Góra (en polaco: województwo zielonogórskie) fue una división administrativa (voivodato) y gobierno local de Polonia de 1950 a 1998, sucedido por el voivodato de Lubusz. Su capital era Zielona Góra.

## Principales núcleos de población (habitantes en 1995)
- Zielona Góra (116 100)
- Nowa Sól (43 200)
- Żary (40 900)
- Żagań (28 300)
- Świebodzin (22 700)